# Mallinella vandermarlierei
Mallinella vandermarlierei là một loài nhện trong họ Zodariidae.
Loài này thuộc chi Mallinella. Mallinella vandermarlierei được Robert Bosmans & van Hove miêu tả năm 1986.